# Abu al-Gamar
Abu al-Gamar, de linaje Banu Galbun, también conocido como Abu I-Gamar Ibn Azzun, fue rey andalusí de la ciudad de Jerez de la Frontera (Andalucía, España) durante el periodo de los segundos reinos de taifas. Destaca por el ser el rey gobernante antes de la entrada de los almohades en la península ibérica en el reino Taifa de Jerez.

## Historia
Jerez fue la primera ciudad que capituló, en 1144, ante los almohades, la nueva fuerza entrante desde África en la península ibérica. El rey Abu al-Gamar salió en búsqueda de los almohades, reconoció al nuevo califa y le prometió obediencia a cambia de conservar los privilegios de la ciudad.
Gracias a este hecho, la ciudad disfrutó de sus bienes libres y exentos durante el periodo almohade y evitó la confiscación de la cuarta parte de los bienes, como si sucedió con las poblaciones que los almohades fueron conquistando en al-Ándalus.
La fidelidad de Abu al-Gamar a los almohades explica el trato especial que tuvo la ciudad, convirtiéndola en una de las ciudades más relevantes del Ándalus y principal centro del bajo Guadalquivir.

## Época de esplendor
Durante el imperio almohade, se reforzó y amplió la ciudad a su máximo la muralla de Jerez, se aumentó el negocio gracias a la exención de impuestos, se acuñó moneda propia en plata.